# Zungaropsis multimaculatus
Zungaropsis multimaculatus is een meerval uit de familie Pimelodidae. Het is de enige soort in het geslacht Zungaropsis, een geslacht beschouwd als nauw verwant aan Zungaro.
De vis werd voor de eerste keer aangetroffen in de Xingu in Brazilië.